# Daimadalen
Daimadalen är ett naturreservat i Strömsunds kommun i Jämtlands län.
Området är naturskyddat sedan 1990 och är 280 kvadratkilometer stort. Reservatet omfattar en skogklädd fjälldalgång  kring sjön Värjaren. Naturen består av kalfjäll, fjällbjörkskog och gles skog. Reservatets högsta punkt är fjället Buarkantjahke, 1235 meter över havet. 